# Stará Voda, Cheb
Stará Voda là một làng thuộc huyện Cheb, vùng Karlovarský, Cộng hòa Séc.